# Josefov (Jaroměř)
Josefov (deutsch Josefstadt) ist ein Ortsteil der Kleinstadt Jaroměř (Jermer) im Okres Náchod in Tschechien. Der als Festung erbaute Ort liegt am linken Ufer der Metuje (Mettau), unmittelbar vor deren Einmündung in die Elbe.
Das historische Stadtzentrum wurde 1971 zum städtischen Denkmalreservat erklärt.

## Geographie
Josefov befindet sich in der Region Ostböhmen im Norden von Tschechien, direkt südöstlich von Jaroměř, von dem es nur durch die Flussläufe von Elbe und Mettau mit der dazwischenliegenden Landzunge getrennt ist. Durch den Ort führt die Staatsstraße 299 von Jaroměř nach Třebechovice pod Orebem.
Nachbarorte sind Rychnovek im Nordosten, Starý Ples im Osten, Nový Ples im Südosten, Rasošky im Süden, Dolní Ples im Südwesten, Jezbiny im Westen sowie Jaroměř im Nordwesten.

## Geschichte

### Garnisonstadt unter den Habsburgern

#### Errichtung der Festung 1780–1787

Karte von Josefstadt mit dem Plan für die zukünftige Festung (um 1780). Der Text weist darauf hin, dass die Bauausführung vom Plan abweicht.

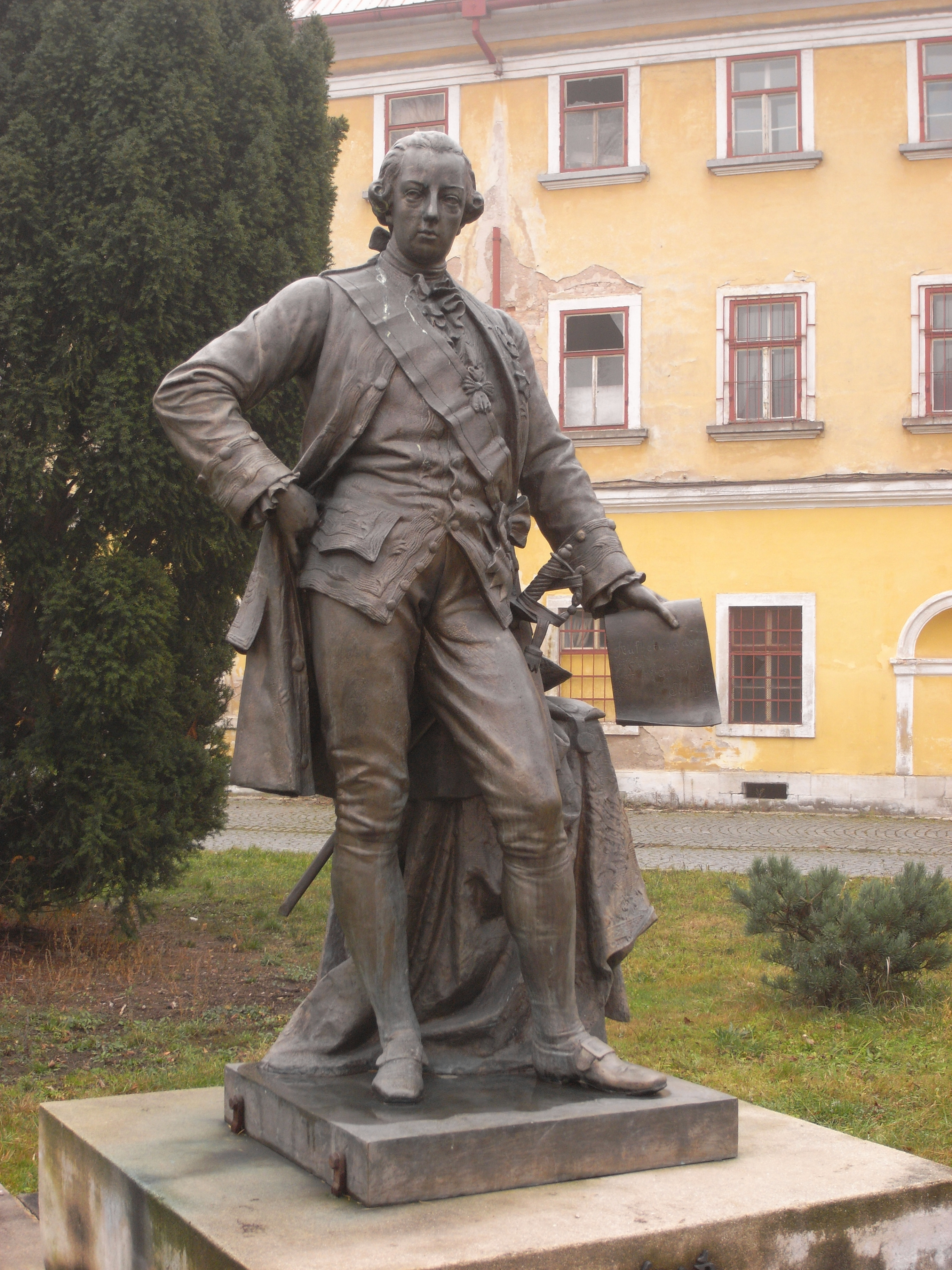
Denkmal für Joseph II.

Die Festung Josefstadt entstand nach dem Verlust der Festung Glatz, die nach dem Hubertusburger Frieden 1763 an Preußen gefallen war. Sie wurde durch Kaiser Josef II. zum Schutz Böhmens vor einem Einmarsch der preußischen Armee errichtet.
Nach der Grundsteinlegung durch den Kaiser am 3. Oktober 1780 begann der Bau der Festung Ples im Zentrum des gleichnamigen Dorfes. Zeitgleich ließ der Monarch in Böhmen auch die Festung Theresienstadt errichten.
Am Standort Ples wurde bis 1782 der größte Teil des Ortes abgetragen, nur das Oberdorf (Starý Ples) und das Unterdorf (Dolní Ples) blieben erhalten. Zur Umsiedlung der Bewohner wurden südlich die neuen Dörfer Rasošky und Nový Ples errichtet. Teile der Bewohner sollten auch in das ferne Rozběřice umgesiedelt werden.
Die Pläne für den Festungsbau lieferte der französische Militärarchitekt Claude-Benoit Duhamel de Querlonde (1721–1808). Auf Wunsch Josefs II. wurde der Festungsbau dem Schemnitzer Baumeister Matthäus Cornelius Höll übertragen und 200 Bergleute aus der oberungarischen (slowakischen) Bergstadt dazu herangezogen. 1785 übernahm der kaiserliche Oberst Franz Lauer die Bauleitung.

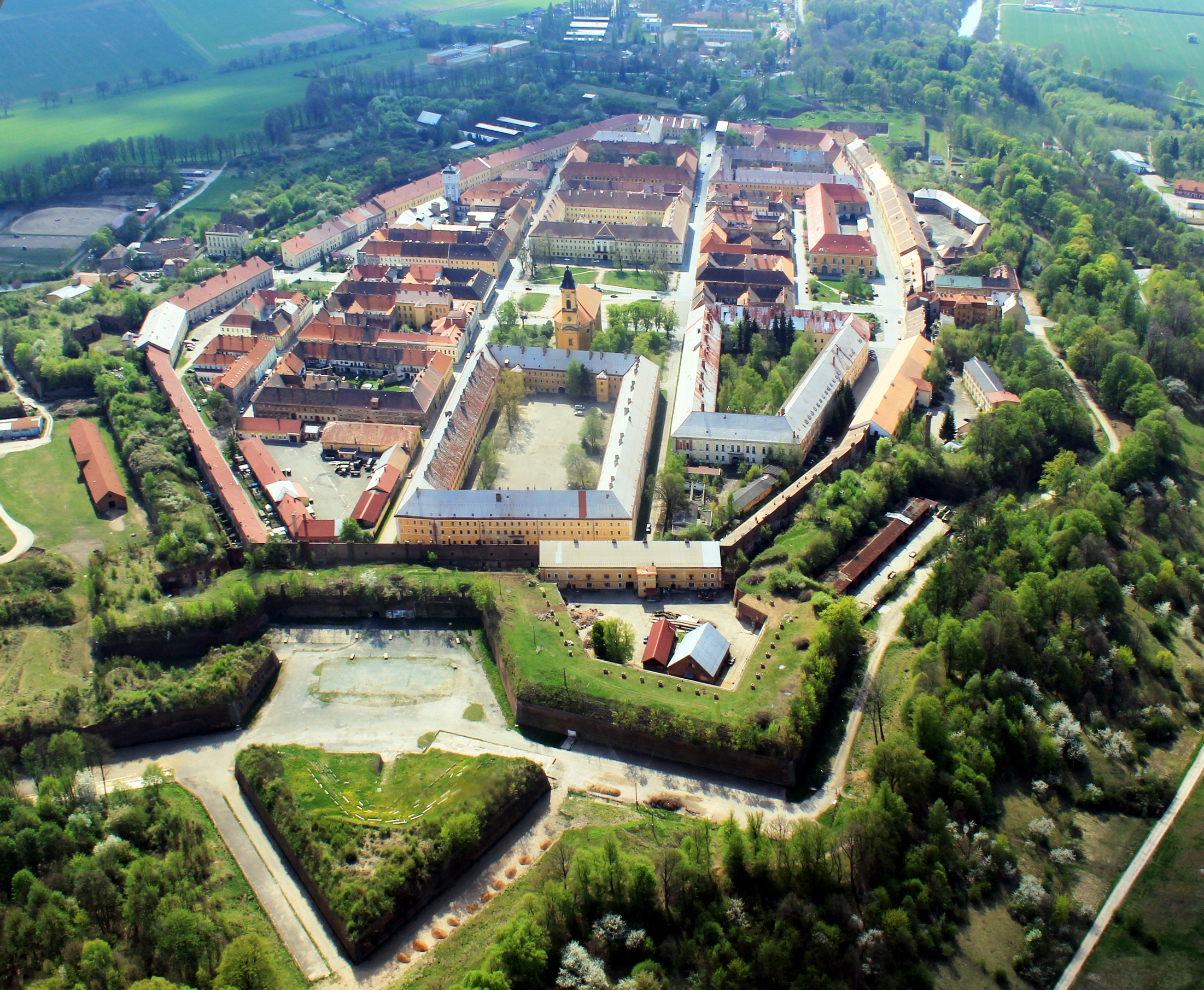
Josefov aus der Luft

1787 war die 289 ha große Festung fertiggestellt. Für die Bewohner der Festung erließ Josef II. ein Patent, das die Rechte und Pflichten ihrer künftigen Einwohner festlegte. Die ersten Bewohner waren vor allem tschechische Handwerker. Die nach ihrer Fertigstellung dem Landeshauptmann in Böhmen übergebene Festung Ples wurde zu einer der sieben Hauptfestungen des Habsburgerreiches. Sie blieb bis 1918 Garnison der k.u.k. Österreichisch-Ungarischen Armee.

#### Ausbau und Veränderungen

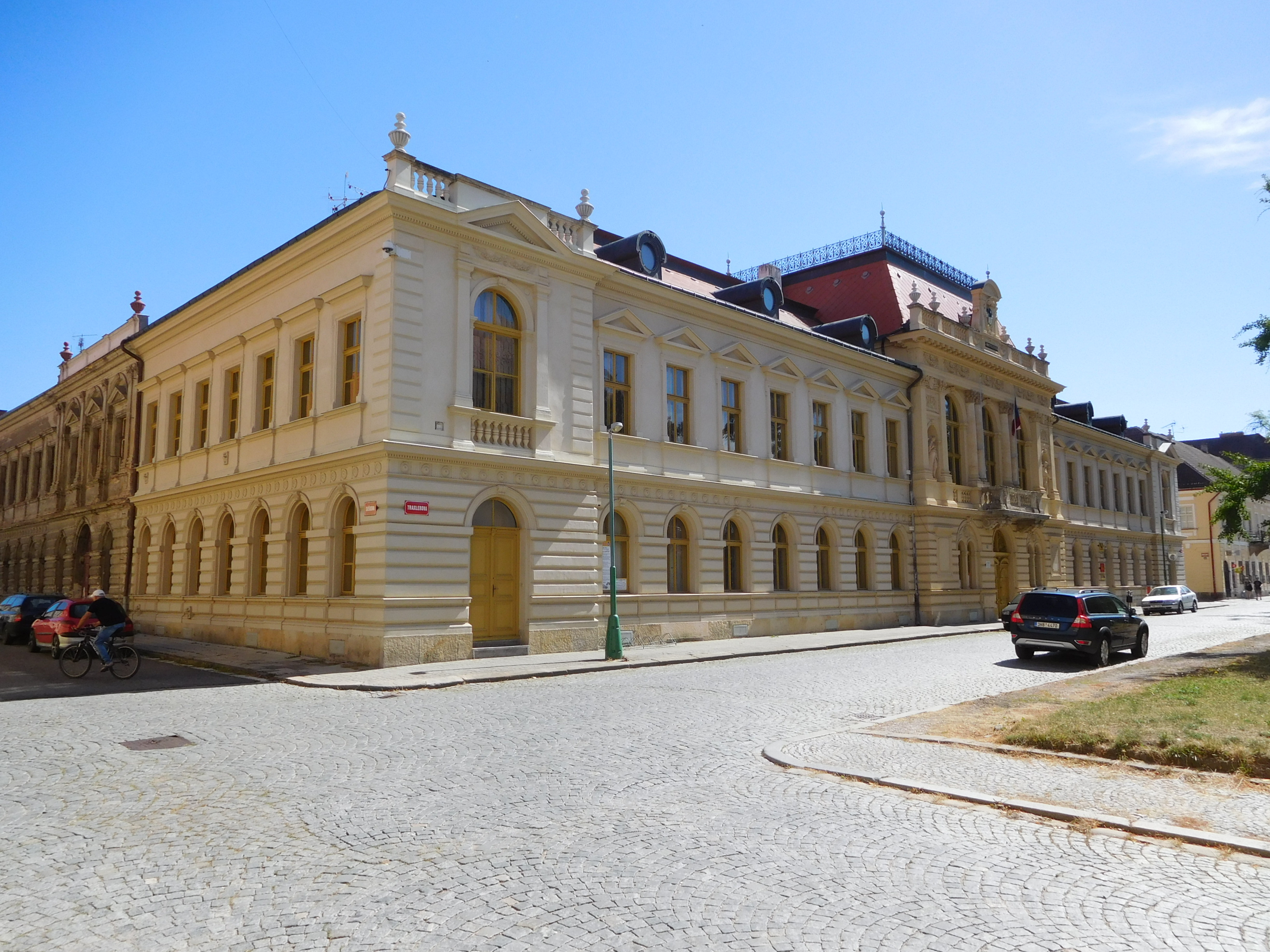
Neues Rathaus

1791 wurde Ples im Zuge der Krönungsfeierlichkeiten Leopolds II. als König von Böhmen zur Königlichen Stadt erhoben. Zum Andenken an seinen Bruder Josef II. erhielt die Stadt 1793 den Namen Josefstadt.
Im Zentrum der Stadt wurde zwischen 1805 und 1810 die Garnisonskirche Mariä Himmelfahrt errichtet.
Nach der Niederlage  Napoleon Bonapartes in der Völkerschlacht bei Leipzig 1813 wurden in Josefstadt 7000 Franzosen interniert. Weitere prominente Häftlinge waren zwischen 1805 und 1808 der österreichische General Karl Mack von Leiberich und im Jahre 1863 der polnische General Marian Langiewicz.
1833 lebten in der Stadt 1704 Menschen, von denen zwei Drittel dem Militär angehörten. Bis 1848 stand die Festung unter dem Kommando des Feldmarschalleutnant Maximilian Reising von Reisinger.

#### Aufhebung des Status einer Festung
In der Folgezeit diente Josefstadt vorrangig als Garnisonsort und Gefängnis. Eines der hier stationierten Regimenter war das K.u.k. Infanterieregiment „Edler von Hortstein“ Nr. 92. Die Festung blieb militärisch bedeutungslos.
Während des Deutschen Krieges zogen die preußischen Truppen im Juni 1866 nach der Schlacht bei Skalitz nur bis zum nordöstlich gelegenen Dorf Schweinschädel und unternahmen keinerlei Angriffsversuche auf die Festung, die sie auf ihrem weiteren Vormarsch nach Osten umgingen.
Durch die Bündnispolitik zwischen Österreich-Ungarn und dem Deutschen Kaiserreich im Dreikaiserabkommen und dem nachfolgenden Dreikaiserbund hatte sich die Notwendigkeit einer Festung gegen Preußen erübrigt, so dass sie 1888 aufgehoben wurde.

#### Garnison und Militärgefängnis

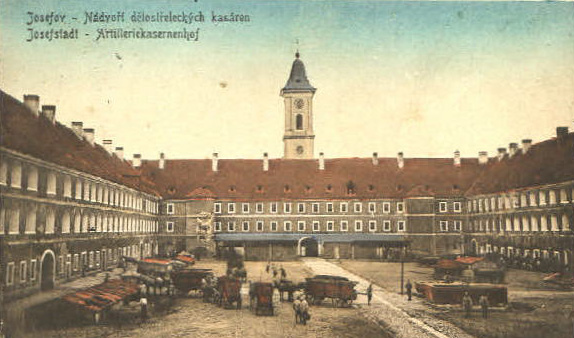
Artilleriekasernenhof um 1900

1891 erfolgte der Abriss des Jermerer und Kronentores und 1904 wurden die anderen beiden Stadttore abgetragen.
Im Jahre 1900 war die Bevölkerung von Josefstadt auf 6127 Einwohner angewachsen, von denen 1586 Deutsche waren.
1914 war in Jaroměř das III. Bataillon des Landwehr Infanterie Regiments Nr. 11 stationiert, in Josephstadt dagegen befand sich eine weit größere Garnison, unter anderem die Stäbe der 10. Infanterie-Truppendivision und der 19. Infanterie-Brigade.
Im Ersten Weltkrieg war Josefstadt Kriegsgefangenenlager für 40.000 russische, serbische, italienische und ukrainische Soldaten; nach Kriegsende war sie bis 1924 Internierungsort für desertierte russische Militärangehörige.

### Nach dem Ersten Weltkrieg
Nach dem Ende des Ersten Weltkrieges und der Gründung der Tschechoslowakei im Jahre 1918 wuchsen die Städte Jaroměř und Josefov zu einer Doppelstadt zusammen. 1930 hatte Josefov 7015 Einwohner, darunter waren 287 Deutsche.

### Nach dem Zweiten Weltkrieg

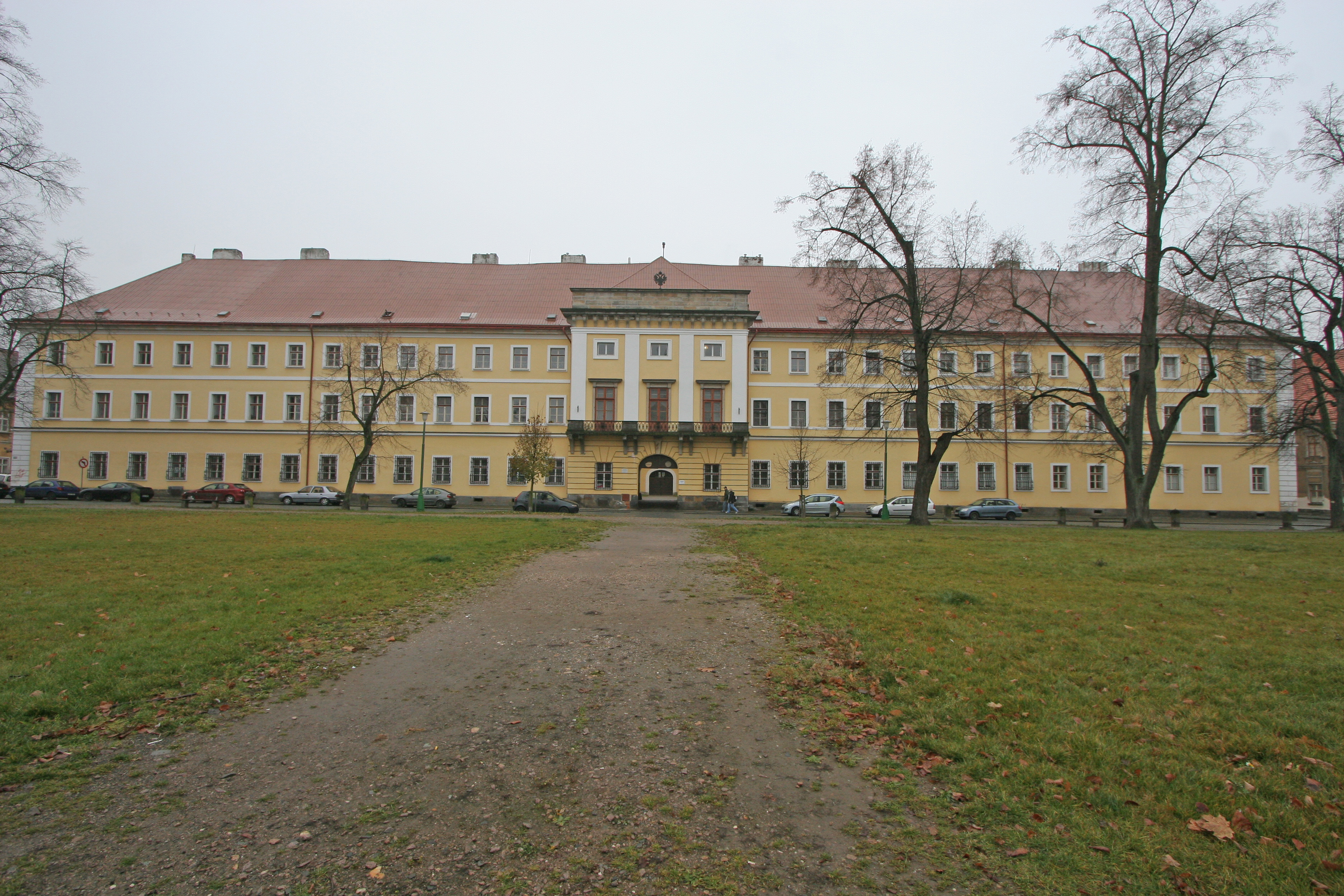
Kommandantur

Nach dem Ende des Zweiten Weltkriegs im Mai 1945 wurde der Festungsbereich von Truppen der Sowjetunion besetzt. Der Bereich wurde als Sammellager für die deutsche Bevölkerung genutzt, die aus ihren Häusern vertrieben wurden. Sie mussten hier Zwangsarbeit bei tschechischen Bauern leisten im Austausch für Kost und Logis. Sie wurden ab 1946 aufgrund der Beneš-Dekrete vertrieben. Im Jahre 1948 erfolgte die Eingemeindung von Josefov nach Jaroměř.
1970 lebten in Josefov 3196 Menschen, 1991 waren es 2298. Im Jahre 2001 bestand das Dorf aus 362 Häusern, in denen 2690 Menschen lebten.
Der Astronom Wilhelm von Biela diente in der Festung Josefstadt. 2006 wurde zu seinem Gedenken an der Bastion eine Tafel angebracht.
Seit 2007 wird alljährlich in der ersten Augustwoche das Metal- und Hardcore-Festival Brutal Assault im Festungsgelände ausgetragen. Traditionell dauert es vom Donnerstag bis Samstag. 2012 kamen 16.000 Besucher zum Areal.

## Ortsgliederung
Der Ortsteil Josefov besteht aus den Grundsiedlungseinheiten Josefov, Nový Josefov, Poříčí I und Poříčí II. Er bildet den Katastralbezirk Josefov u Jaroměře.

## Festungsanlage

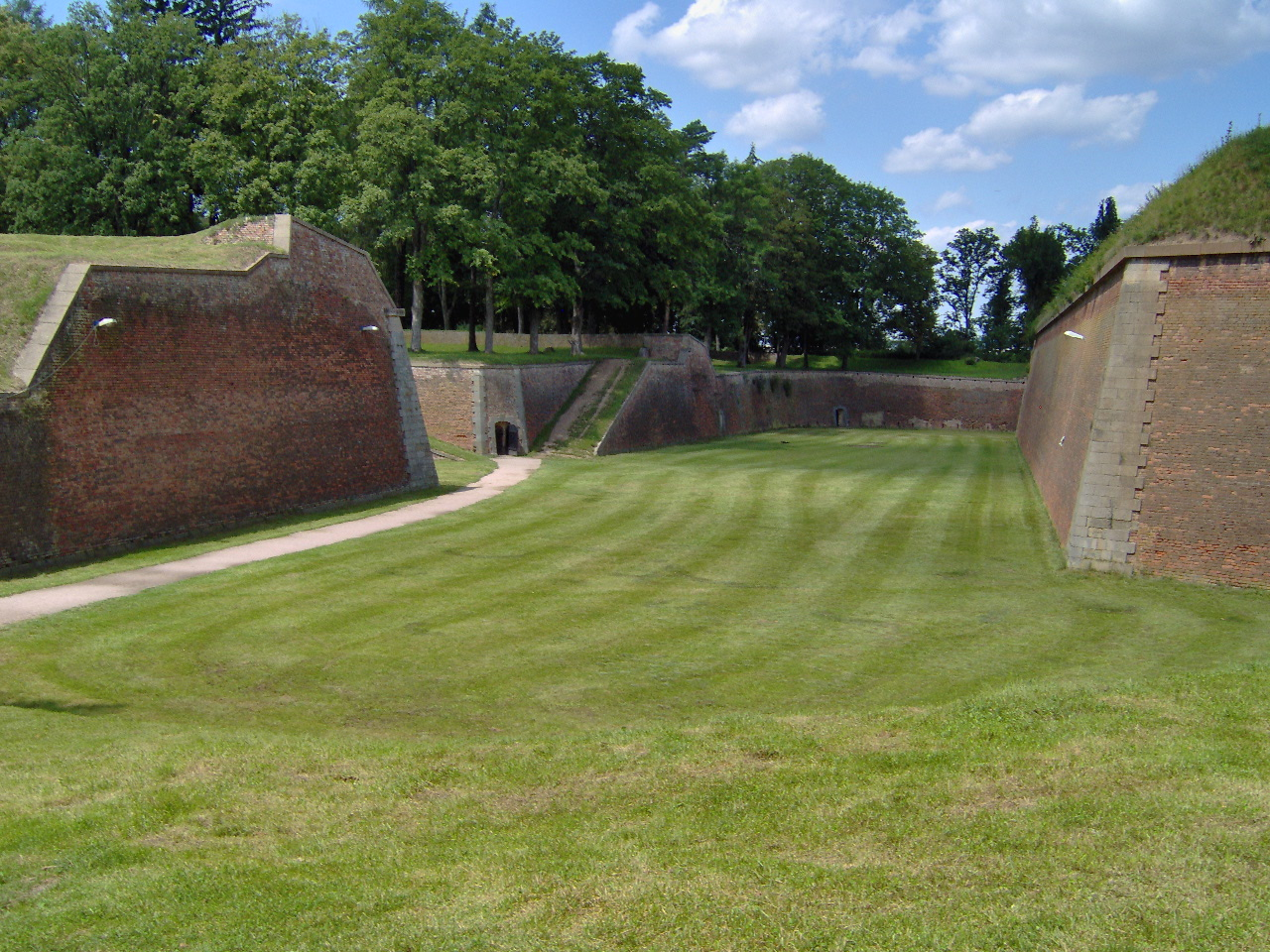
Festungsanlagen

Die klassizistische Anlage wurde umgeben von aufgeschütteten Erdwällen, die durch Ziegelmauerwerk mit einem darin befindlichen Kasemattensystem befestigt wurden. In die Festungsstadt führten vier Tore, das Jermerer Tor im Nordwesten sowie das Gratzer, Neustädter und das Kronentor.